# Иконников-Галицкий, Пётр Сергеевич
Пётр Сергеевич Иконников-Галицкий (до 1901 года — Иконников; 12 [24] декабря 1851, Санкт-Петербург — 26 января [8 февраля] 1915) — член IV Государственной думы от Саратовской губернии.

## Биография
Родился 12 (24) декабря 1851 в Санкт-Петербурге. Потомственный дворянин Саратовской губернии, сын кузнецкого уездного предводителя дворянства Сергея Сергеевича Иконникова (1804—1869). Землевладелец Кузнецкого уезда (760 десятин).
По окончании гимназии поступил в Лесной институт, однако курса не окончил. Занимался сельским хозяйством в своем имении при селе Теряевка Кузнецкого уезда. В разные годы избирался гласным Кузнецкого уездного и Саратовского губернского земских собраний, а также почетным мировым судьей Кузнецкого уезда.
На выборах в IV Государственную думу состоял выборщиком по Кузнецкому уезду от съезда землевладельцев. 25 февраля 1914 года на дополнительных выборах от общего состава выборщиков был избран на место Н. Н. Лихарева. Входил во фракцию прогрессистов. Состоял членом комиссии по местному самоуправлению. Умер в 1915 году.

## Семья
Был женат на Надежде Яковлевне Кетчер (1854—1933), дочери тайного советника Я. И. Кетчера (1810—1880). Их сын:
- сын — Николай (4.12.1892 — 8.2.1942, Ленинград), ботаник, научный сотрудник Ботанического института АН СССР.
  - внук — Сергей (1918—2009).
  - внучка — Вера (1937—2007)[1].